# Kebra Nagast

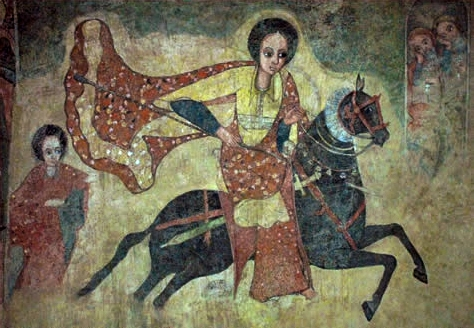

Kebra Nagast (sau Cartea Slavei Regilor Etiopiei) este o cronică istorică a regilor etiopieni care are începuturile pe timpul regelui Menelik I, fiul regelui Solomon și al reginei din Saba și conține o serie de datini ale regilor etiopieni.
Cartea este scrisă în limba gî'îz și este considerată de către creștinii copți etiopieni și de către adepții Mișcării Rastafari ca adevărata istorie a originii dinastiei solomonice și prin aceasta totodată istoria creștinarea Etiopiei. Istoricii consideră că această carte este o culegere realizată în jurul anului 1300 bazată pe tradiții mult mai vechi.
În carte se relatează cum regina din Saba l-a cunoscut pe regele Solomon, despre cum a ajuns Chivotul Legământului în Etiopia prin intermediul lui Menelik I dar și despre cum a fost creștinat poporul etiopian care la începuturi credea în soare, lună, stele.
În secolele Xv-Xvi cartea a pătruns în Europa prin intermediul portughezilor, realizându-se și traduceri în unele limbi europene.

## Conținut
Cartea Slavei Regilor Etiopiei este alcătuită din 117 capitole, iar unele dintre subiectele menționate se regăsesc și în alte cărți religioase. Documentul se prezintă ca o dezbatere a 318 preoți ortodocși în Întâia Consfătuire de la Niceea. Acești preoți își puneau întrebarea „În ce constă slava regilor?”, la care răspunde un anumit părinte Gregorie, în capitolele 3-17. Kebra Nagast se încheie cu profeția că puterea Romei va fi eclipsată de cea a Etiopiei și relatează cum regele Kaleb a supus evreii din Nagan și a l-a numit moștenitor pe fiul său cel mai mic Gabra Masqal (cap. 117).

## Origine
După colofonul unit majorității copiilor existente Kebra Nagast a fost scris în limba coptă și tradus în arabă în anul 409 (1225 e.n.) de către un grup de clerici etiopieni în frunte cu episcopul Abba Giyorgis și doar apoi tradus în gî'îz în timpul guvernatorului Ya'ibika Igzi. În baza acestui colofon se presupune că cartea ar fi datată între 1314-1322.
Un studiu atent evidențiază urme ale arabei dar nu oferă nici o dovadă că ar fi existat vreodată vreo scriere în coptă. Unii erudiți consideră că nu ar fi existat niciodată vreo versiune în coptă ci că cartea ar fi fost scrisă inițial în arabă. Pe de altă parte există citate din Biblie care nu au fost traduse din arabă ci au fost traduceri directe iar interpretarea dovedește influența directă a unor părinți ai bisericii precum Grigore de Nyssa.
Au fost puse în evidență multitudinea de surse de care culegătorul cărții Kebra Nagast s-a folosit. Cartea nu include doar cele două testamente (cel vechi fiind mult mai amplu dezvoltat decât cel nou), de asemenea sunt urme ale iudaismului și traduceri din siriană.